# Fußball-Weltmeisterschaft 1998/Frankreich
Dieser Artikel behandelt die französische Nationalmannschaft bei der Fußball-Weltmeisterschaft 1998.

## Qualifikation
Als Ausrichter war Frankreich, das nach 1938 zum zweiten Mal Gastgeber dieses Turniers war, automatisch für die Endrunde qualifiziert. In den Vorbereitungsspielen des WM-Jahres vermochte die Équipe tricolore kaum einmal zu überzeugen:
- 28. Januar 1998 (Saint-Denis, Einweihung des Stade de France) gegen Spanien 1:0
- 25. Februar 1998 (Marseille) gegen Norwegen 3:3
- 25. März 1998 (Moskau) gegen Russland 0:1
- 22. April 1998 (Solna) gegen Schweden 0:0
- 27. Mai 1998 (Casablanca, König-Hassan II.-Pokal) gegen Belgien 1:0
- 29. Mai 1998 (Casablanca) gegen Marokko 2:2 und 5:6 im Elfmeterschießen
- 5. Juni 1998  (Helsinki) gegen Finnland 1:0

## Französisches Aufgebot
In den Wochen vor der Endrunde mehrte sich die Kritik an Nationaltrainer Aimé Jacquet. Seine Aufstellungen, die Auswahl der Vorbereitungsgegner, die Tatsache, dass die Nationalelf sich überwiegend außerhalb Frankreichs einspielte – je näher das Auftaktspiel rückte, umso hysterischer wurde das Trommelfeuer gegen ihn und machte auch vor persönlichen Angriffen nicht halt: er sei nur ein Provinztrainer, der mit den hoch bezahlten Stars der Bleus generell nicht umgehen könne, manche von ihnen (wie Cantona und Ginola) sogar regelrecht vergrault habe, ohne Ahnung von Strategie und Taktik des modernen Fußballs und als Person zu farblos.
Zu seinen umstrittensten Entscheidungen gehörte die Nominierung von 28 Spielern bis zum letztmöglichen Zeitpunkt. Dies war eigentlich nicht ungewöhnlich, zeigt aber die Probleme, die vor allem die veröffentlichte Meinung im Vorfeld der Endrunde mit diesem sélectionneur hatte.
Zum endgültigen Meldetermin strich Jacquet dann Nicolas Anelka (FC Arsenal), Ibrahim Ba (AC Mailand), Martin Djetou (AS Monaco), Pierre Laigle (Sampdoria Genua), Sabri Lamouchi (AJ Auxerre) und Lionel Letizi (FC Metz) aus dem Kader.
Dass nach der WM teilweise dieselben Journalisten von ihrer vorhergehenden Rolle nichts mehr wissen wollten, Jacquet über den grünen Klee lobten und sich einig darin waren, ihn zu Frankreichs „Trainer des Jahrhunderts“ zu wählen – worüber sich durchaus streiten lässt –, verweist eher auf Probleme der Medien, die auch in anderen europäischen Ländern nicht unbekannt sind. Aimé Jacquet jedenfalls ging den Weg, den er für richtig befand, und der Erfolg gab ihm recht.
| Nummer     | Name               | Damaliger Verein    | Geburtstag | Spiele   | Tore     | Platzverw. |          |          |
| Torhüter   | Torhüter           | Torhüter            | Torhüter   | Torhüter | Torhüter | Torhüter   | Torhüter | Torhüter |
| ---------- | ------------------ | ------------------- | ---------- | -------- | -------- | ---------- | -------- | -------- |
| 16         | Fabien Barthez     | AS Monaco           | 28.06.1971 | 7        | 0        | 0          |          |          |
| 22         | Lionel Charbonnier | AJ Auxerre          | 25.10.1966 | 0        | 0        | 0          |          |          |
| 1          | Bernard Lama       | West Ham United     | 07.04.1963 | 0        | 0        | 0          |          |          |
| Abwehr     |                    |                     |            |          |          |            |          |          |
| 5          | Laurent Blanc      | Olympique Marseille | 19.11.1965 | 5        | 1        | 1          |          |          |
| 2          | Vincent Candela    | AS Rom              | 24.10.1973 | 1        | 0        | 0          |          |          |
| 8          | Marcel Desailly    | AC Mailand          | 07.09.1968 | 7        | 0        | 1          |          |          |
| 18         | Frank Lebœuf       | FC Chelsea          | 22.01.1968 | 3        | 0        | 0          |          |          |
| 3          | Bixente Lizarazu   | FC Bayern München   | 09.12.1969 | 6        | 1        | 0          |          |          |
| 15         | Lilian Thuram      | AC Parma            | 01.01.1972 | 6        | 2        | 0          |          |          |
| Mittelfeld |                    |                     |            |          |          |            |          |          |
| 14         | Alain Boghossian   | Sampdoria Genua     | 27.10.1970 | 5        | 0        | 0          |          |          |
| 7          | Didier Deschamps   | Juventus Turin      | 15.10.1968 | 6        | 0        | 0          |          |          |
| 13         | Bernard Diomède    | AJ Auxerre          | 23.01.1974 | 3        | 0        | 0          |          |          |
| 6          | Youri Djorkaeff    | Inter Mailand       | 09.03.1968 | 7        | 1        | 0          |          |          |
| 19         | Christian Karembeu | Real Madrid         | 03.12.1970 | 4        | 0        | 0          |          |          |
| 17         | Emmanuel Petit     | FC Arsenal          | 22.09.1970 | 6        | 2        | 0          |          |          |
| 11         | Robert Pires       | FC Metz             | 29.10.1973 | 3        | 0        | 0          |          |          |
| 4          | Patrick Vieira     | FC Arsenal          | 23.06.1976 | 2        | 0        | 0          |          |          |
| 10         | Zinédine Zidane    | Juventus Turin      | 23.06.1972 | 5        | 2        | 1          |          |          |
| Angriff    |                    |                     |            |          |          |            |          |          |
| 21         | Christophe Dugarry | Olympique Marseille | 24.03.1972 | 3        | 1        | 0          |          |          |
| 9          | Stéphane Guivarc’h | AJ Auxerre          | 06.09.1970 | 6        | 0        | 0          |          |          |
| 12         | Thierry Henry      | AS Monaco           | 17.08.1977 | 6        | 3        | 0          |          |          |
| 20         | David Trezeguet    | AS Monaco           | 15.10.1977 | 6        | 1        | 0          |          |          |
| Trainer    |                    |                     |            |          |          |            |          |          |
|            | Aimé Jacquet       |                     | 27.11.1941 |          |          |            |          |          |

## Spiele der französischen Mannschaft

### Vorrunde
Frankreich spielte in Gruppe C mit Südafrika, Dänemark und Saudi-Arabien.
| Frankreich | - | Südafrika     | 3:0 (1:0) |
| Frankreich | - | Saudi-Arabien | 4:0 (1:0) |
| Frankreich | - | Dänemark      | 2:1 (1:1) |

Spielberichte
Gegen Südafrika am 12. Juni 1998 im Stade Vélodrome von Marseille vor 55.075 Zuschauern; SR: Rezende de Freitas (Brasilien):
1:0 Dugarry (34.) – 2:0 Issa (77., ET), 3:0 Henry (90.)

Gegen Saudi-Arabien am 18. Juni 1998 im Stade de France von Saint-Denis vor 80.000 Zuschauern; SR: Brizio Carter (Mexiko):
1:0 Henry (36.) – 2:0 Trezeguet (68.), 3:0 Henry (77.), 4:0 Lizarazu (85.); Platzverweis: Zidane (70.)

Gegen Dänemark am 24. Juni 1998 im Stade Gerland von Lyon vor 44. 000 Zuschauern; SR: Collina (Italien):
1:0 Djorkaeff (12., FE), 1:1 M. Laudrup (42., FE) – 2:1 Petit (56.)

### Achtelfinale
Frankreich –  Paraguay 1:0 (0:0, 0:0) nach Golden Goal
Am 28. Juni 1998 im Stade Félix-Bollaert von Lens vor 42.000 Zuschauern; SR: Bujsaim (Vereinigte Arabische Emirate):
1:0 Blanc (114.)

### Viertelfinale
Frankreich –  Italien 0:0 n. V., 4:3 i. E.
Am 3. Juli 1998 im Stade de France von Saint-Denis vor 77.000 Zuschauern; SR: Dallas (Schottland):
Elfmeterschützen: für Frankreich Zidane, Lizarazu (verschossen), Trezeguet, Henry, Blanc; für Italien R. Baggio, Albertini (verschossen), Costacurta, Vieri, Di Biagio (verschossen)

### Halbfinale
Frankreich –  Kroatien 2:1 (0:0)
Am 8. Juli 1998 im Stade de France von Saint-Denis vor 80.000 Zuschauern; SR: García Aranda (Spanien):
0:1 Šuker (46.), 1:1 Thuram (47.), 2:1 Thuram (69.); Platzverweis: Blanc (74.)

### Endspiel
Frankreich –  Brasilien 3:0 (2:0)
Am 12. Juli 1998 im Stade de France von Saint-Denis vor 75.000 Zuschauern; SR: Belqola (Marokko):
1:0 Zidane (27.), 2:0 Zidane (45.) – 3:0 Petit (90.); Platzverweis: Desailly (68.)
Frankreich spielte mit Barthez – Thuram, Lebœuf, Desailly, Lizarazu – Djorkaeff (ab 70. Vieira), Deschamps, Zidane, Petit, Karembeu (ab 57. Boghossian) – Guivarc'h (ab 66. Dugarry).

## Fazit
68 Jahre nach ihrer ersten WM-Teilnahme und 40 Jahre nach ihrem dritten Platz bei der WM in Schweden gelang der Équipe tricolore der lang angestrebte Titelgewinn. Der Film „Les Yeux dans les Bleus“ (dt. „Der Blick auf die Blauen“), der diesen von einer ganzen Nation herbeigesehnte Erfolg dokumentiert, wurde in Frankreich naturgemäß zum Kultfilm. Die berühmteste Szene darin: der Kuss des französischen Staatspräsidenten Jacques Chirac auf die „göttliche Glatze“ von Torhüter Barthez nach dem WM-Finale, der damit die Geste aufgriff, die der im Endspiel gesperrte Laurent Blanc eingeführt hatte.